# Qaf (sura)
Qaf “A Letra Qāf” (do árabe: سورة ق) é a quinquagésima sura do Alcorão e tem 45 ayats.